# Рекавице
Рекавице (серб. Рекавице) —  населённый пункт (посёлок) в общине Баня-Лука (Град Баня-Лука), который принадлежит энтитету Республике Сербской, Босния и Герцеговина. Расположен в 12 км к югу от центра города Баня-Лука.

## Население
Численность населения посёлка Рекавице по переписи 2013 года составила 2 268 человек.
Этнический состав населения населённого пункта по данным переписи 1991 года:
- сербы — 2.487 (92,83 %),
- хорваты — 128 (4,77 %),
- югославы — 49 (1,82 %),
- боснийские мусульмане — 1 (0,03 %),
- прочие — 14 (0,52 %),
- всего — 2.679